# Скуби-Ду и проклятието на 13-ия дух
„Скуби-Ду и проклятието на 13-ия дух“ (на английски: Scooby-Doo! and the Curse of the 13th Ghost) е американско издаден директно на видео анимационен филм от 2019 г. продуциран от „Уорнър Брос Анимейшън“ и е разпространен от „Уорнър Брос Хоум Ентъртейнмънт“, и е тридесет и вторият филм от филмовата поредица „Скуби-Ду“. Филмът е продължение на анимационния сериал „13-те призрака на Скуби-Ду“ през 1985 г. Филмът е пуснат на DVD и дигиталните платформи на 5 февруари 2019 г.

## Актьорски състав
- Франк Уелкър – Фред Джоунс и Скуби-Ду
- Грей Грифин – Дафни Блейк
- Матю Лилард – Шаги Роджърс
- Кейт Микучи – Велма Динкли
- Морис Ламарш – Винсънт ван Гоул, Бърни Алън и Ванс Линкейтър
- Носир Далал – Флим Флам
- Нолан Норт – Фермера Морган
- Дейвид Хърман – Шерифа

## В България
В България филмът е излъчен на 29 октомври 2022 г. по „Би Ти Ви“ в събота от 5:30 ч. Дублажът е на студио VMS. Екипът се състои от:
| Озвучаващи артисти  | Златина Тасева Татяна Етимова Радослав Рачев Кирил Ивайлов Росен Русев |
| Преводач            | Силвия Вълкова                                                         |
| Тонрежисьор         | Сибин Златарев                                                         |
| Режисьор на дублажа | Веселина Стоилова                                                      |